# Partido Galego do Proletariado

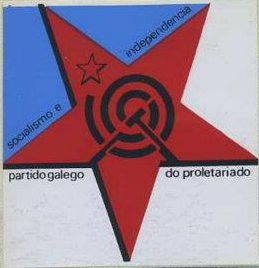
Símbolo do PGP.

O Partido Galego do Proletariado (PGP) foi um partido galego independentista e marxista-leninista formado em março de 1978 ao adoptar esse nome à União do Povo Galego-linha proletaria que se considerava continuadora da Unión do Povo Galego. O Comitê Central atuava na clandestinidade e os militares desconheciam a sua identidade.
Era partidário da luta armada, que considerava antiimperialista e antioligárquica. Seu porta-voz era chamado Sempre en Galiza.
Em 1979 vários militantes do PGP foram incluídos como candidatos independentes por Unidade Galega nas eleições municipais, conseguindo assim a eleição de três dos seus membros como vereadores (em Santiago de Compostela, Monforte de Lemos e Vilaboa). Também constituiu uma plataforma que concorreu nas eleições municipais no concelho de Vigo e que posteriormente se transformou na sua própria frente de assembléia, Galiza Ceive-OLN e sua frente armada, a Loita Armada Revolucionaria, o que provocou que em 1980 a polícia detivesse a vários dirigentes, entre eles Xosé Luís Méndez Ferrín. Ademais teve uma notável influência na Confederación Sindical Galega.
O partido descontinuou a sua atividade em finais de 1980.